# FC Penafiel
Der FC Penafiel, offiziell Futebol Clube de Penafiel, ist ein portugiesischer Fußballverein. Er wurde 1951 gegründet und ist in Penafiel, im Norden Portugals, beheimatet. Das Heimstadion heißt Estádio 25 de Abril. Die Vereinsfarben sind Rot und Schwarz.
Der größte Vereinserfolg ist bisher der Aufstieg in die 1. Liga in der Saison 2003/04, dem allerdings der Abstieg in der Saison 2005/06 folgte. In der Saison 2007/08 wurde der Verein nur Vorletzter und stieg aus der 2. Liga ab, dem in der Folgesaison der Wiederaufstieg folgte.

## Spieler
- Gustavo Pinto Cerqueira (19??–1978) Jugend, (1978–1985, 1986–1997) Spieler